# Adrianus Gerard Vermeulen

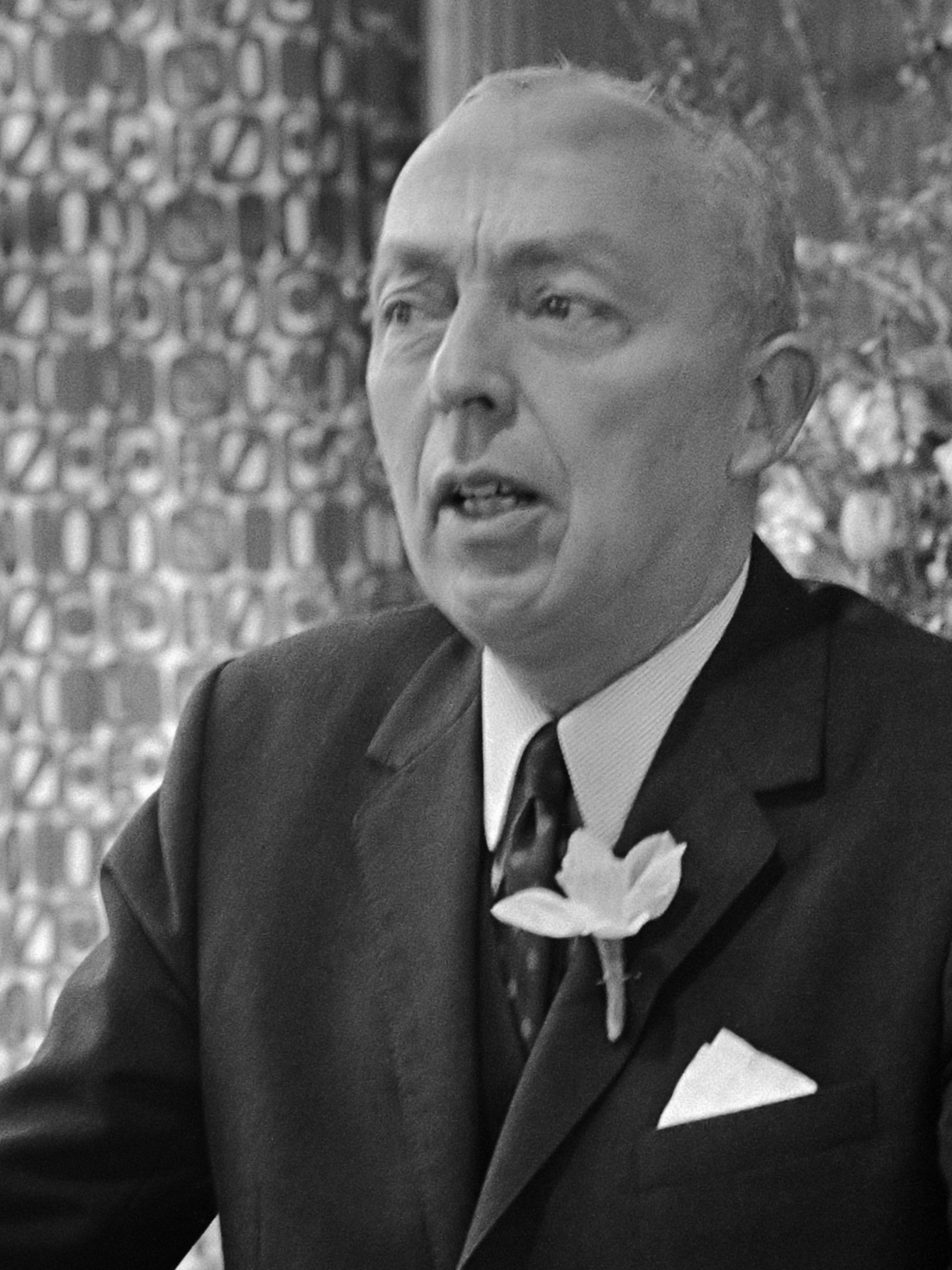
Adrianus Gerard Vermeulen (1971)

Adrianus Gerard Vermeulen (Geldermalsen, 10 juni 1910 - Katwijk, 25 januari 1997) was een Nederlands politicus. Hij was lid van de Christelijk-Historische Unie, een van de voorlopers van het CDA.

## Leven en werk
Vermeulen werd in 1910 in Geldermalsen geboren. Hij doorliep een carrière als gemeenteambtenaar. Voor zijn benoeming tot burgemeester was hij gemeentesecretaris van Zoelen. Van 1952 tot 1967 was Vermeulen burgemeester van de gemeenten Herwijnen en Vuren. In 1967 werd hij benoemd tot burgemeester van Katwijk.

## Burgemeester Katwijk
Het kostte Vermeulen enige moeite om te wennen aan de politieke omgangsvormen in de gemeente Katwijk. De omgangsvormen tussen de raadsleden onderling en met het college van burgemeester en wethouders waren minder gemoedelijk dan die in zijn vorige gemeenten. Politieke meningsverschillen werden op het scherp van de snede uitgevochten. Vermeulen zag enkele van zijn voorstellen sneuvelen. De openstelling van het zwembad op zondag leed schipbreuk en ook een plan voor het nieuwe badcentrum werd door de gemeenteraad afgewezen. Ook bij een voorstel tot het plaatsen van een vrouwenbeeld aan de boulevard moest Vermeulen bakzeil halen. Toch keek hij bij zijn afscheid in 1975 niet in wrok om. Hij bleef na zijn pensionering in Katwijk wonen en overleed aldaar in januari 1997 op 86-jarige leeftijd.
Vermeulen was getrouwd met Cornelia Kalis. Hij was Officier in de Orde van Oranje-Nassau.